# Acrocercops amurensis
Acrocercops amurensis là một loài bướm đêm thuộc họ Gracillariidae. Nó được tìm thấy ở Nga và Trung Quốc. Ấu trùng ăn Quercus mongolica.